# Ховард, Бен
Бенджамин Джон «Бен» Ховард (Говард) (англ. Benjamin John «Ben» Howard; род. 24 апреля 1987) — британский музыкант и вокалист. Двукратный лауреат BRIT Awards. Также был номинирован на Mercury Prize.

## Биография
Бен Ховард родился в Западной части Лондона. В восемь лет переехал с родителями в Тотнес (графство Девон). Родители Бена были музыкантами, и именно они привили мальчику любовь к музыке. Так он познакомился с работами Джона Мартина, Вана Моррисона, Джони Митчелл и Simon & Garfunkel, которые позднее оказали влияние на всё его творчество.
Ховард начал писать песни приблизительно в десять лет. В интервью для American Songwriter он заявил, что, когда был ребёнком, он начал играть на гитаре, потому что ему понравилось соединять слова и выдумывать новые вещи. «Я полагаю, я был вполне одарённым маленьким мальчиком. Так, ваши детские песенки о любви превратились в подростковые песни о любви. Я думаю, что вы начинаете жить и приобретаете некую форму в подростковый период. Именно тогда все изменяется».
После окончания Колледжа короля Эдварда VI и Средней школы для Мальчиков в Торки, Бен прошёл небольшой курс журналистики в Университетском Колледже Фалмут. Затем он решил полностью посвятить себя музыке и принялся за создание мелодичных народных мотивов с мрачными лирическими элементами. Его популярность зародилась в Корнуолле и Девоне, а вскоре распространилась и на другие области Великобритании. Через месяц, когда все билеты на выступления Ховарда в Европе и Великобритании были распроданы, компания Island Records пригласила его для записи.

## Музыкальная карьера

### 2008—2011 Ранние годы
Прежде, чем подписать контракт с Island Records, Ховард уже выпустил некоторый материал. В 2008 он самостоятельно издал свой первый мини-альбом Games in the Dark. Затем был выпущен мини-альбом These Waters из 6 треков, включая «The Wolves». В 2010 Бен Ховард выпустил сборник Old Pine. После этого у него появилось достаточно материала для создания большого альбома, получившего название Every Kingdom.

### 2011—2012 Every Kingdom
Ховард заключил контракт с Island Records в 2011, компанией, которая прежде работала с такими музыкантами как Ник Дрэйк и Джон Мартин. 3 октября 2011 Ховард выпустил свой дебютный альбом под названием Every Kingdom. За него он был номинирован на Mercury Prize в 2012 году.
Ховард работал бок о бок с Индиа Борн и Крисом Бондом, чтобы создать Every Kingdom. Индиа написала партию для виолончели, а мультиинструменталист Бонд — для клавишных, гавайской гитары, баса, контрабаса, барабанов и аккордеона. В 2012 они вместе отправились в тур со своим альбомом при поддержке Вилли Мэйсона.
В мае 2012 Ховард исполнил «The Wolves» на Later… with Jools Holland. Он играл в Pinkpop в Нидерландах 26 мая и на фестивале Radio 1's Big Weekend 24 июня 2012. Также на Музыкальном Фестивале Bonnaroo 2012 года в Манчестере, Теннесси, на музыкальном фестивале T in the Park в Шотландии и на Beach Break Live 2012 в Южном Уэльсе, на Bestival 2012 и Splendour in the Grass 2012. В октябре 2012 Ховард выступил на Austin City Limits Music Festival .
В ноябре 2012 Бен Ховард выпустил мини-альбом «The Burgh Island EP», в который вошло четыре новых сингла.

## Интересные факты
Его песня "Black Flies" была использована в 6 эпизоде,7 сезона сериала The Vampire Diaries. Его песня «Promise» была использована в конце 8 сезона, 12 эпизод популярного сериала House, а также в 11 эпизоде 3 сезона сериала Suits и в фильме If I Stay и еще в 1 серии 1 сезона сериала Сотня.
Песня «Oats In The Water» была использована в конце 5 серии, 4 сезона сериала The Walking Dead, а также в конце 1 серии, 3 сезона сериала Последователи.
В 2014 году выпустил альбом.
Его песня «Oats In The Water» использовалась в трейлере The Witcher 3 Wild Hunt  «Go your Way»
Его песня «Black Flies» использовалась в бонусном эпизоде "Farewell" игры "Life Is Strange: Before The Storm"

## Награды и номинации

### BRIT Awards
Ховард дважды стал лауреатом BRIT Awards.
| Год  | Номинация                | Результат |
| ---- | ------------------------ | --------- |
| 2013 | British Breakthrough Act | Победа    |
| 2013 | British Solo Male Artist | Победа    |

### Mercury Prize
Ховард был номинирован на Mercury Prize.
| Год  | Альбом        | Результат |
| ---- | ------------- | --------- |
| 2012 | Every Kingdom | Номинация |